# Murallas de Talavera de la Reina
La murallas de Talavera son un conjunto defensivo que protegía dicha ciudad española, en la provincia de Toledo. La localidad llegó a contar con tres recintos amurallados, cuyos trazados eran tangenciales a la alcazaba islámica. Actualmente se conserva buena parte de la muralla del primer recinto, el más antiguo, y algunos restos del segundo. Cuentan con diversas torres albarranas. Todo ello está catalogado como bien de interés cultural con la categoría de monumento.

## Primer recinto

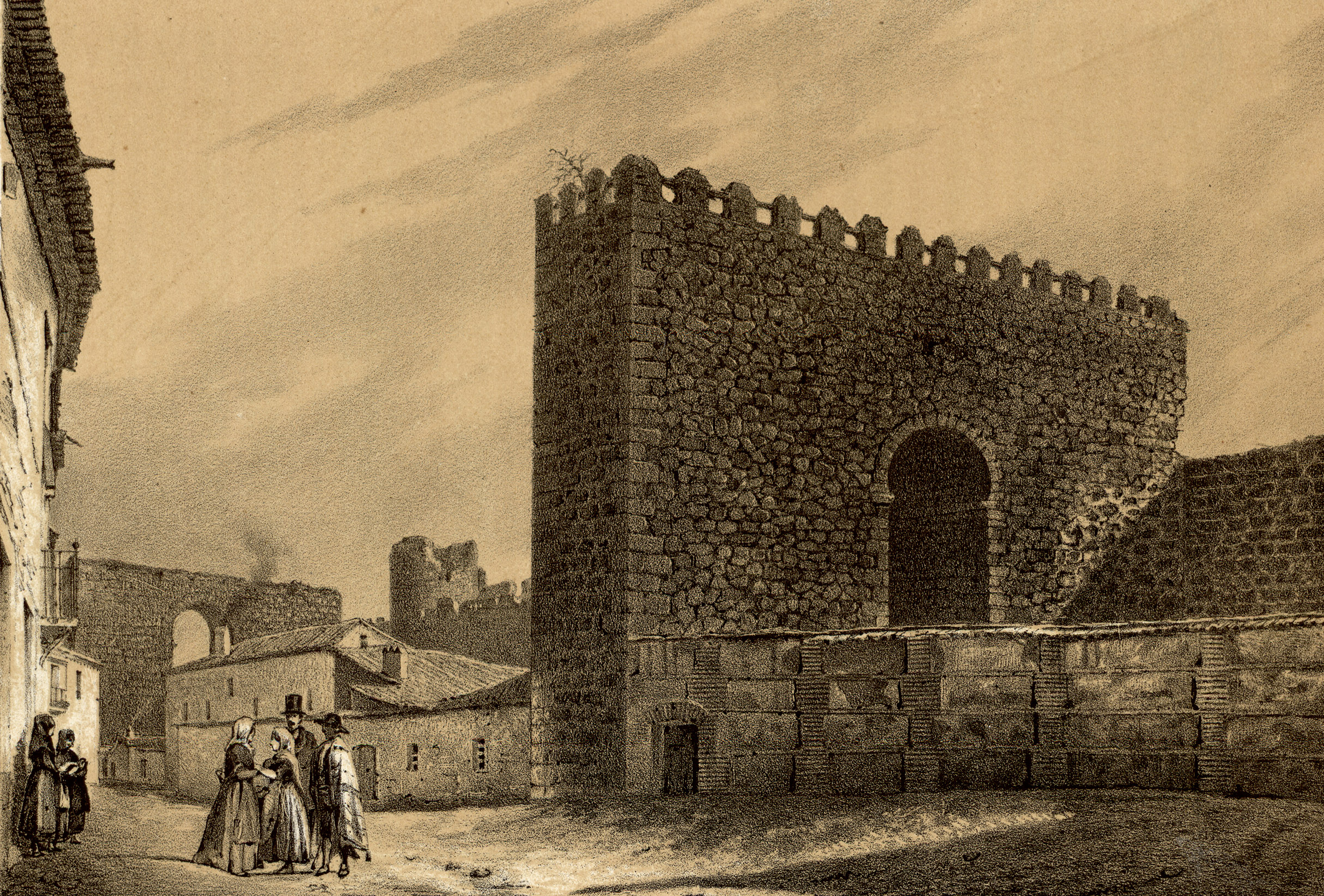
Vista de parte del conjunto a mediados del siglo en Recuerdos y bellezas de España por F. J. Parcerisa

El primer recinto, denominado "La Villa", fue mandado construir por Abderramán III en los siglos IX-X, y es el más antiguo y monumental. Fue construido por los árabes siguiendo, posiblemente, el trazado de una muralla romana o visigoda anterior. La finalidad de su construcción fue la de formar, junto a la alcazaba —también árabe—, un conjunto defensivo que convirtiera la ciudad de Talabira o Medina al Talabaira, en una de las numerosas plazas fuertes y fortificaciones que protegían la frontera de los dominios musulmanes durante el siglo X.
Esta muralla es, posiblemente, la única de su tipo que se conserva en España. Su material principal son sillares de piedra, muchos de ellos reaprovechados de construcciones romanas —hay incluso lápidas de esta época usadas como material— y piedras sin labrar unidas con argamasa. A lo largo de su trazado se puede constatar la existencia de un buen número de torres de planta cuadrada, y otras semicirculares que constituyen el elemento más antiguo de la fortaleza (siglo IX). Además, la muralla está reforzada y protegida por torres albarranas que se construyeron ya en época cristiana, en los siglos XIII-XIV.

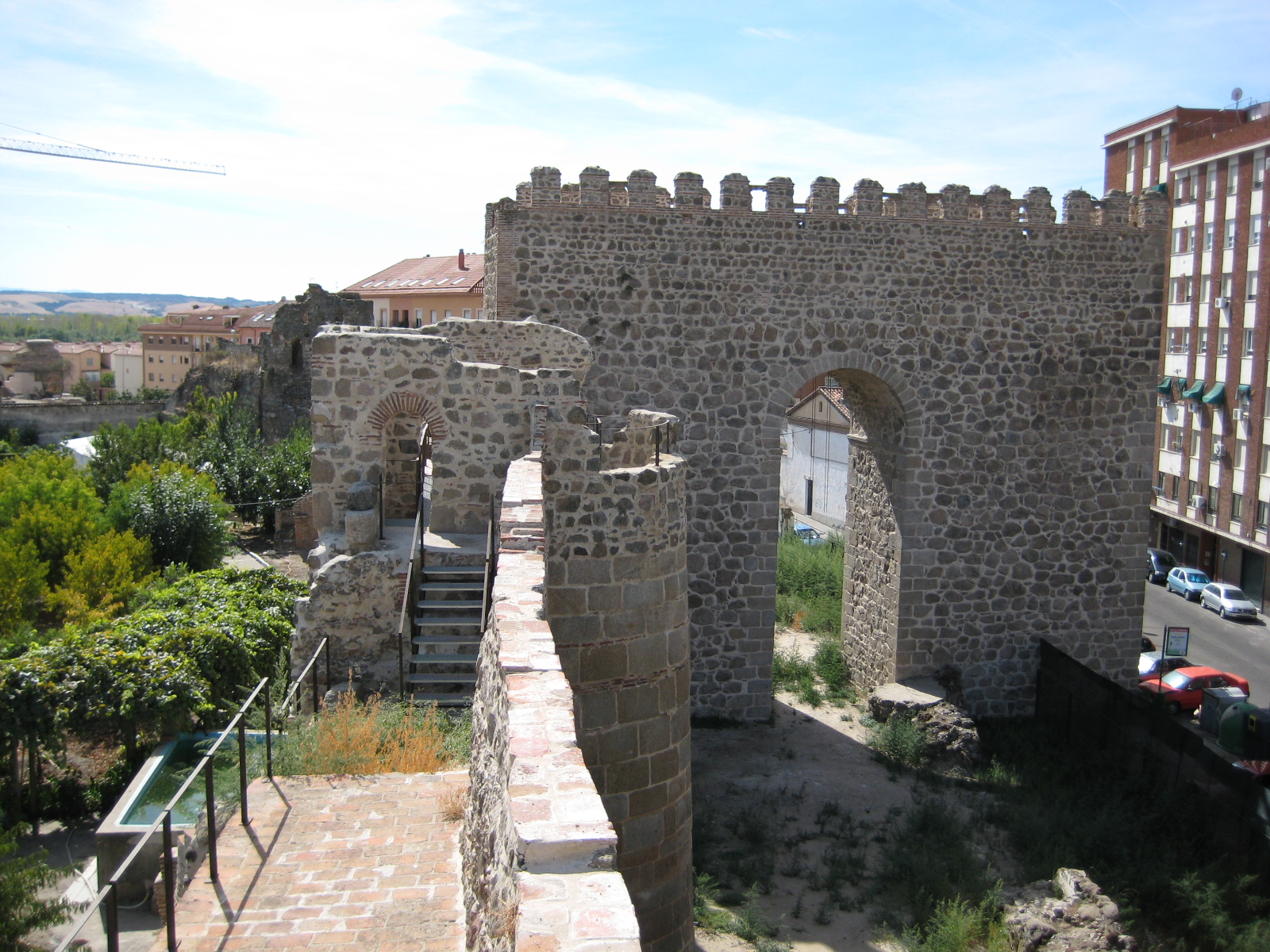
Muralla y torre albarrana del primer recinto en la calle Charcón.

Los abundantes vestigios del primer recinto amurallado se conservan actualmente en las calles Carnicerías, Corredera del Cristo, Charcón, Entretorres y Ronda del Cañillo. Han llegado hasta nuestros días ocho de las 17 torres albarranas. Las puertas se han perdido completamente, a excepción de los restos de uno de los torreones semicirculares de la Puerta de Mérida. También se conserva el escudo y Virgen gótica que presidían la Puerta de San Pedro, actualmente alojados en la Basílica del Prado.

## Segundo y tercer recinto
El segundo y tercer recinto fueron construidos para cercar los dos arrabales de la ciudad. El segundo recinto protegía los Arrabales Mayores o Nuevos, mientras que el tercer recinto rodeaba los Arrabales Viejos. Datan de los siglos XII y XIII, y fueron levantados en tapiería, es decir, tapial de barro. Sufrieron durante siglos ampliaciones e incorporaciones, y llegaron a contar con numerosas puertas. Sin embargo, la falta de mantenimiento tras perder su función defensiva y los derribos del siglo XIX llevaron a su casi total desaparición. Del segundo recinto se conserva su arranque junto a la alcazaba, así como la puerta de Sevilla (siglo XVI), la Torre del Polvorín, parte de la puerta de Zamora y un torreón en la plaza de San Miguel —posteriormente reutilizado como campanario de la iglesia del mismo nombre—. Del tercer recinto únicamente se conservan varios escudos de la Puerta de Cuartos, y en los últimos años se han descubierto algunos vestigios de sus cimientos.

## Las puertas de los recintos

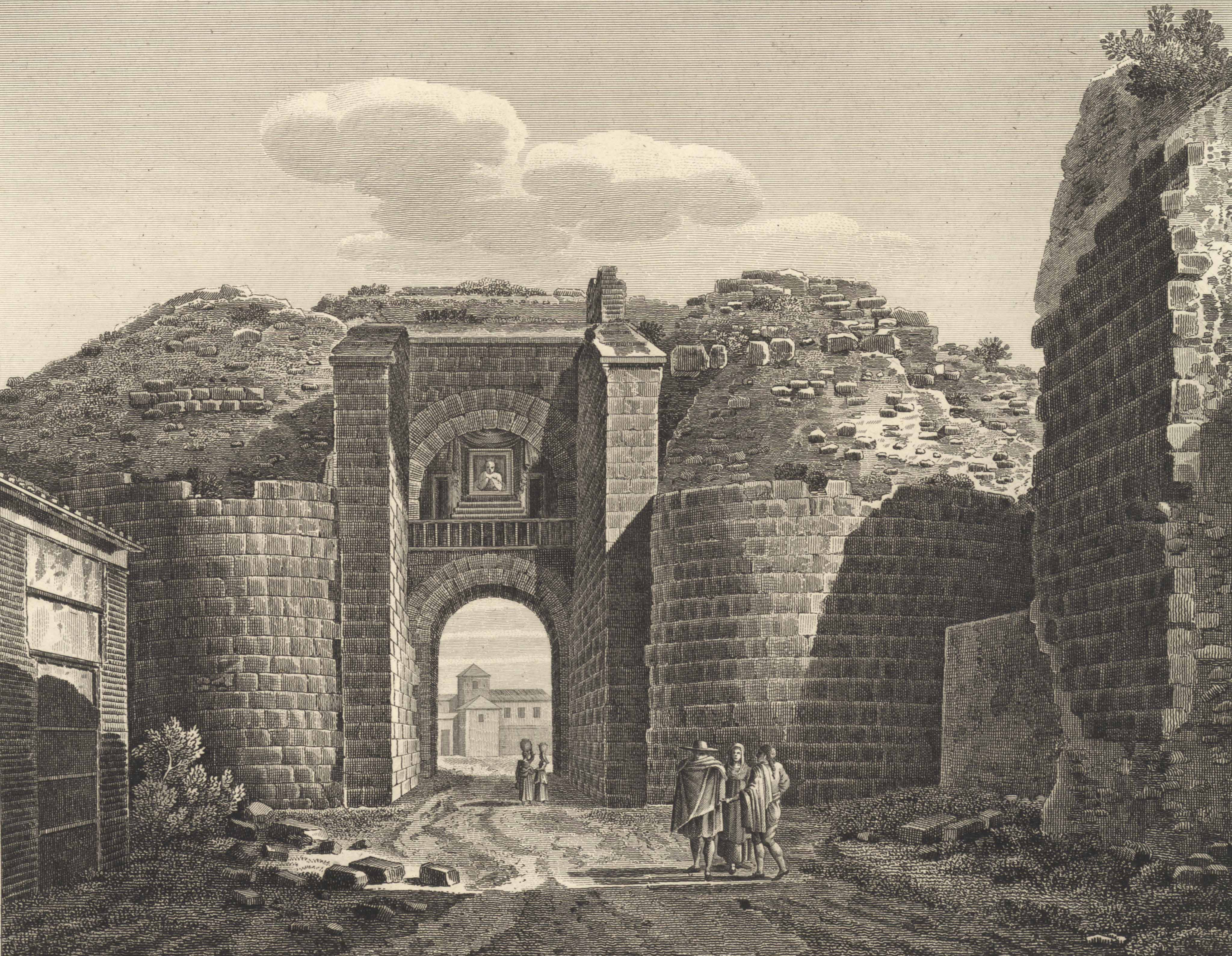
Una puerta de la ciudad a comienzos del siglo

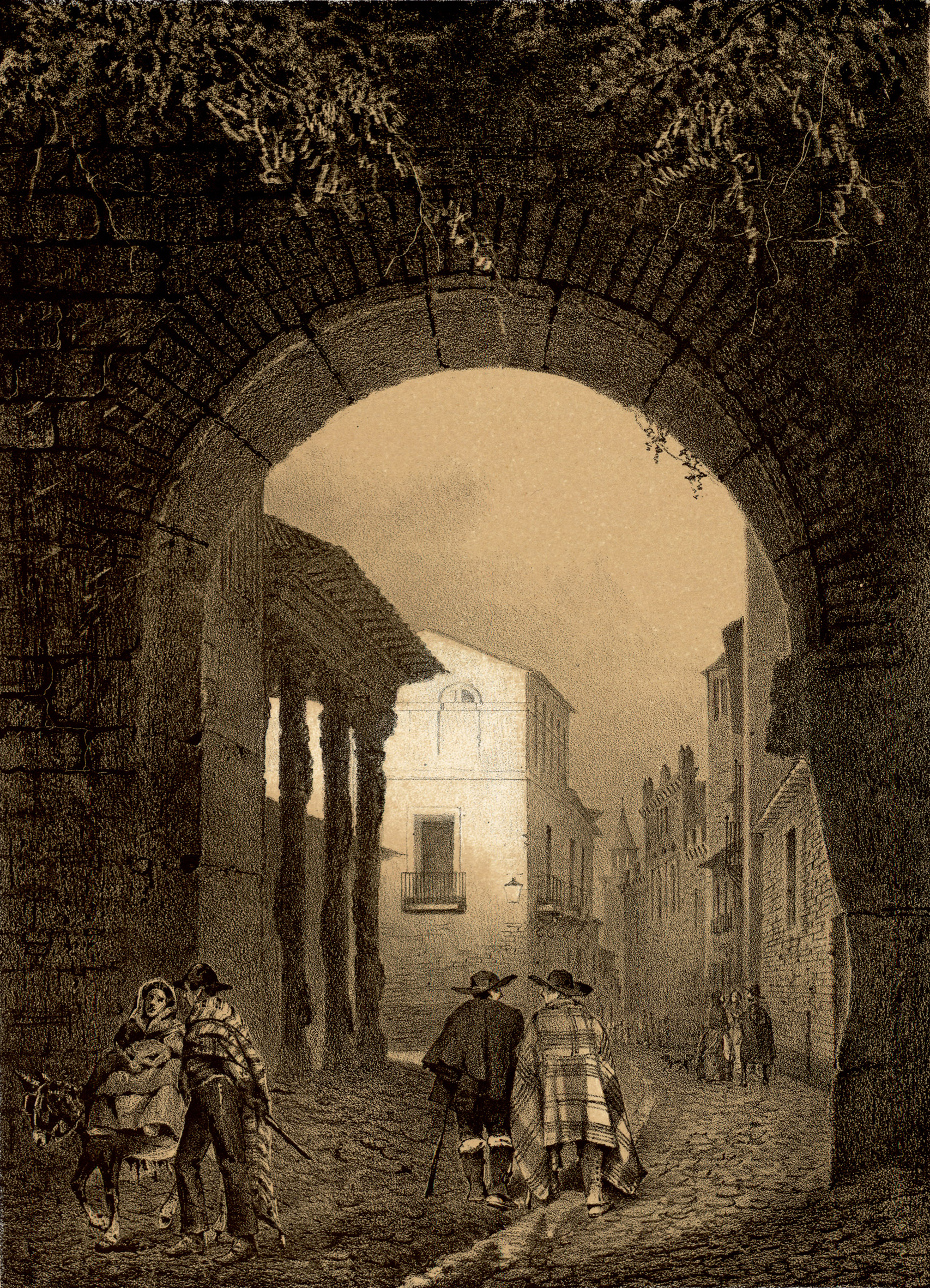
Puerta de Zamora

Entre las numerosas puertas de los tres recintos amurallados, se pueden citar las siguientes: 
- Puerta de San Pedro, en la actual calle Arco de San Pedro. Fue destruida en 1885.
- Puerta de Mérida, junto a la actual Casa de Panadería. Fue desmontada en 1881.
- Puerta del Río, que daba acceso al puente viejo. Fue derribada en 1862.
- Puerta Nueva o de las Cebollas. Estaba situada en la calle Corredera del Cristo, junto al Teatro Palenque.
- Puerta de las Pescaderías o del Alcázar. Se situó en la actual calle Pescaderías.
- Puerta del Sol, que desembocaba en la calle del mismo nombre.
- Puerta de Toledo, en la confluencia de la calle Cañada de Alfares con la calle de San Francisco. Fue demolida en 1861.
- Puerta del Postiguillo, al finalizar la calle del mismo nombre.
- Puerta de las Alcantarillas Nuevas o de la Villa. Se ubicaba al final de la calle Cerería.
- Postigo de Vengamedel, en las inmediaciones de la calle Cerería y Portiña de San Miguel.
- Postigo de Nazar, situado en la calle de los Siete Linajes, hoy José Luis Gallo, comunicaba la Plaza del Pan con el río Tajo.
- Puerta de las Alcantarillas Viejas o del Pópulo, cercana a la Plaza del Puente Pópulo.
- Puerta de la Miel. Se hallaba en las inmediaciones de la zona de Puente Moris.
- Puerta de Cuartos, en la plaza del mismo nombre.
- Puerta de Zamora, parcialmente conservada parte en la plaza del mismo nombre.
- Puerta de Sevilla, conservada en la calle Carnicerías.

## Torres albarranas

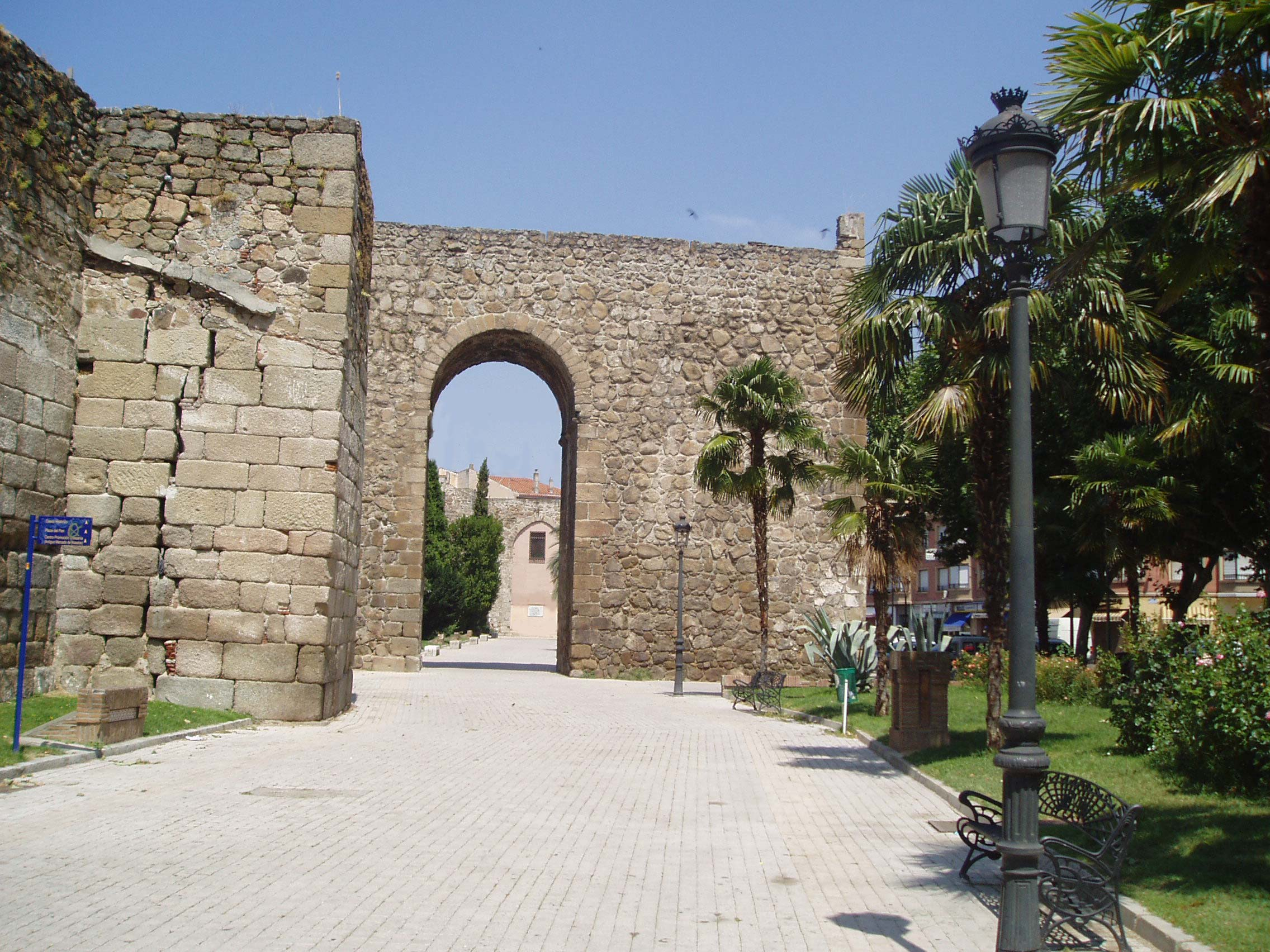
Muralla y torre albarrana en la calle Carnicerías.

Esta característica construcción adosada al primer recinto amurallado hizo que Talavera fuera considerada como una de las ciudades más seguras durante siglos. Edificadas en mampostería con sillería en las esquinas y en sus elevadísimos arcos, estas enormes torres de planta rectangular dejaban discurrir debajo de ellas el foso, y sus frentes se enlazaban con otro recinto defensivo paralelo al principal, la barbacana. Son de origen cristiano y fueron levantadas en el siglo XIII. 
Se conservan ocho torres albarranas completas en las calles Carnicerías, Corredera del Cristo —en una de ellas se aloja la capilla del Cristo de los Mercaderes— y Charcón. Los restos de otras dos se pueden observar en el yacimiento arqueológico de Entretorres. 
El escudo de Talavera recoge como símbolo más representativo de la ciudad la torre albarrana.